# هیدروکسی سیتریک اسید
هیدروکسی سیتریک اسید (به انگلیسی: Hydroxycitric acid) با فرمول شیمیایی C6H8O8 یک ترکیب شیمیایی با شناسه پاب‌کم 24870 است. که جرم مولی آن ۲۰۸٫۱۲۲۹۲ گرم بر مول می‌باشد. 